# GMOインターネットグループ
GMOインターネットグループ株式会社（ジーエムオーインターネットグループ、英: GMO Internet Group, Inc.）は東京都渋谷区桜丘町のセルリアンタワーに本社を置く、インターネット関連事業などを手掛けるグループの持株会社。
東証プライム上場企業にして、JPX日経インデックス400の構成銘柄の一つ。
もともとは「インターネットインフラ事業」「インターネット広告・メディア事業」「インターネット金融事業」「仮想通貨事業」など多岐にわたる事業と子会社により構成される企業集団「GMOインターネットグループ（英: GMO INTERNET GROUP）」を統括する傍ら自らもインターネット事業を営んでいた。しかし2025年1月1日付で、持株会社体制へ移行した（下記参照）。
本稿では法人としての「GMOインターネットグループ株式会社」と、同社の傘下企業から成る「GMOインターネットグループ」全体について述べる。なお、本稿では同社を中核としたグループ名との混同を避けるため、前者を「GMO-IG」、後者を「GMOグループ」と称する。 

## 概要
グループ全体でインターネットのインフラ関連事業を手掛けており、特にドメイン名登録やレンタルサーバーでは国内大手である。また、実績を上げながらも、人材・資金調達などの事情で成長が伸び悩むインターネットベンチャー企業への積極的な投資を行っている。

### ブランド

#### スローガン
～すべての人にインターネット～

#### 企業理念
～スピリットベンチャー宣言～
これは、永続的に自走する企業経営を目標にしているため、経営は各社の裁量に任せられている。GMOグループではこれを水滸伝になぞらえて「梁山泊経営」と称している。そのため、人材育成・福利厚生の面でグループ間のつながりはあるものの、それ以外のつながりやグループ内での連携サービスは少ない。また、グループ内部における事業分野が重複していたとしても、それを整理することは稀である。

### 前身
事実上の存続会社であるボイスメディアは1991年5月に設立され、「双方向通信事業の企画・開発及び同機器の開発・販売とダイヤルQ2を利用した音声情報の提供サービス」を手掛けていた。

## 沿革
参照：

### 創業
- 1991年（平成3年）5月24日[9]- マルチメディア事業を目的に、株式会社ボイスメディアを創業。
- 1994年（平成6年）2月 - 東京都港区南青山に本店移転。

### インターキュー
- 1995年（平成7年）11月 - インターネット事業に参入、初代インターキュー株式会社に商号変更。
- 1995年（平成7年）12月 - アクセス事業を開始。
- 1997年（平成9年）11月 - サーバー事業を開始。
- 1997年（平成9年）11月 - 渋谷区桜丘町に本店移転。
- 1997年（平成9年）12月 - 法人向けサービスを開始。
- 1998年（平成10年）1月1日 - 株式額面変更のため、休眠会社のアルティマックスを形式上の存続会社とする合併を実施。合併後、アルティマックスは、2代目インターキュー株式会社に商号変更。
- 1999年（平成11年）8月27日[10]- 株式を店頭公開[11]。
- 1999年（平成11年）9月 - ドメイン事業の開始。
- 1999年（平成11年）9月 - メルマガ配信事業の子会社として、まぐクリック（後のGMOアドパートナーズ）を設立。
- 2000年（平成12年）8月24日 - 米国のインターネットサービスのCobalt Networks, Inc.と共同で、データセンターサービスを開始[12]。

### グローバルメディアオンライン
- 2001年（平成13年）4月21日 - グローバルメディアオンライン株式会社（英: Global Media Online Inc.）に商号変更のうえ[13]、渋谷区桜丘26番1号に本社移転。
- 2001年（平成13年）5月 - 株式交換により、クラウド・レンタルサーバーサービスのアイル（現・GMOグローバルサイン・ホールディングス）を完全子会社化。
- 2001年（平成13年）9月21日 - マグプロモーションと、フリーエムエルドットコムの両社を買収。
- 2001年（平成13年）11月21日 - 第一通信を買収。
- 2002年（平成14年）4月21日 - 連結子会社のフリーエムエルドットコム、メールイン、マグプロモーションの3社合併により、GMOメディア&ソリューションズ（後のGMOリサーチ）を設立[14]。
- 2002年（平成14年）10月15日 - クレジット決済サービスのペイメント・ワンの第三者割当増資を引受け、同社株式の保有比率を10.23％から40.62％に引上げ[広報 4]。
- 2004年（平成16年）2月 - 東証第二部市場に上場[15]。
- 2004年（平成16年）3月21日 - レンタルサーバーサービスのpaperboy&co.（現・GMOペパボ）の株式50.1％を取得[16]。
- 2004年（平成16年）7月21日 - 大手コンテンツプロバイダのエムティーアイより、大手決済サービスのカードコマースサービス（現・GMOペイメントゲートウェイ）の保有分全株式（65.7％）を取得[広報 5]。
- 2004年（平成16年）8月21日 - 電子掲示板サービスのティーカップ・コミュニケーションの株式51.0％を取得[17][18]。
- 2004年（平成16年）10月21日 -「JWord」サービスのアクセスポート（現・GMOインサイト）の株式73.9％を取得[広報 6]。
- 2004年（平成16年）11月21日 - 連結子会社のカードコマースサービスが、ペイメント・ワンの全営業を譲受け[広報 7]。
- 2005年（平成17年）5月21日 - 連結子会社のGMOメディア（旧GMOモバイル&デスクトップ）が、GMOリサーチ（旧GMOメディア&ソリューションズ、現・GMOリサーチ&AI）のメディア・EC事業部門を吸収[19]。

### GMOインターネット
- 2005年（平成17年）6月1日 - 初代GMOインターネット株式会社に商号変更のうえ[20]、東証第一部市場に銘柄指定替え[21]。
- 2005年（平成17年）8月21日 - eコマースサービスのメイクショップ（現・GMOメイクショップ）の株式58.7％を取得[22]。
- 2005年（平成17年）9月21日 - 投資ファンドのユニゾン・キャピタルより、消費者金融のオリエント信販の全株式を取得[23]。
- 2005年（平成17年）9月 - 投資ファンドの運営子会社として、GMO VenturesPartnersを設立。
- 2005年（平成17年）10月 - インターネット証券事業の子会社として、GMOインターネット証券（現・GMOクリック証券）を設立。
- 2006年（平成18年）3月31日 - 休眠会社のペイメント・ワンを解散[24]。
- 2006年（平成18年）4月22日 - 連結子会社のネットクルー・ジャパンがGMOインターテインメントを吸収合併のうえ、GMO Gamesに商号変更[25]。
- 2006年（平成18年）4月22日 - 伍福星ネットワーク（現・GMOクリエイターズネットワーク）を買収。
- 2007年（平成19年）3月22日 - 大手宅配業者の佐川急便と共同で、GMOソリューションパートナーを設立[26][27]。
- 2007年（平成19年）8月 - GMOローン・クレジットホールディングスを、同社経営陣に売却[28]
- 2007年（平成19年）8月 - GMOインターネット証券を、同社経営陣に売却（金融関連事業から撤退）[28]。
- 2008年（平成20年）5月22日 - インターネット広告のNIKKO（現・GMO NIKKO）の株式66.7％を取得[29]。
- 2009年（平成21年）4月22日 - SEOサービスのイノベックス（現・GMO TECH）の株式51.0%を取得[30]。
- 2009年（平成21年）7月22日 - 新gTLDのレジストリ事業子会社として、GMOドメインレジストリを設立[31][32]。
- 2010年（平成22年）3月29日 - GMO Gamesの全株式を、同社経営陣に売却[33]。
- 2010年（平成22年）10月29日 - オンライン証券のクリック証券の株式40.0％を取得（金融関連事業に再参入）[34]。
- 2011年（平成23年）6月22日 - ゲームアプリ開発会社のアクロディアと共同で、GMOゲームセンターを設立[35]。
- 2011年（平成23年）6月22日 - ベトナムのオフショア開発のRunSystem Corporation（現・GMO-Z.com RUNSYSTEM JSC.）の株式51.19％を取得[広報 8]。
- 2011年（平成23年）7月4日 - ドメイン取得事業のデジロックの株式76.0%を取得[36]。
- 2012年（平成24年）1月4日 - 連結子会社のGMOクリック証券が単独株式移転により、GMOクリックホールディングス（現・GMOフィナンシャルホールディングス）を設立[広報 9]。
- 2012年（平成24年）9月 - 連結子会社のGMOクリックHDが大手総合商社の伊藤忠商事より、FXプライム（後のFXプライムbyGMO）の保有分株式（56.4％）を取得[37][38]。
- 2013年（平成25年）11月15日 - 大手オンラインゲームのゲームポットの全株式を取得[39]。
- 2016年（平成28年）6月29日 - あおぞら信託銀行（現・GMOあおぞらネット銀行）の第三者割当増資を引受け、同銀行の株式14.9％を取得[40][41]。
- 2017年（平成29年）2月 - 連結子会社のGMO NIKKOで粉飾決算が発覚[42]。本件により、3月末に開催予定であったGMO-IGの2016年12月期株主総会も延期となった[43][広報 10]。
- 2017年（平成29年）3月 - 連結子会社のGMOペイメントゲートウェイが運営を受託するサイトで不正アクセスが発生し、約72万件の個人情報が流出[44]。
- 2017年（平成29年）3月 - インターネット接続サービスの広告で不当表示があったとして、消費者庁より景品表示法に基づく措置命令を受ける[45]。
- 2017年（平成29年）12月1日 - 連結子会社のGMOゲームポット、GMOゲームセンター、シンクラウドの3社を吸収合併[46]。
- 2017年（平成29年）12月 - 暗号資産マイニング事業を開始[47]。
- 2021年（令和3年）9月 - 大手検索エンジンのヤフー（現・LINEヤフー）より、ワイジェイFX（現・GMO外貨）の全株式を取得[48]。
- 2021年（令和3年）12月 - 東京都内の不動産を取得[49]。

| ① 世田谷ビジネススクエアの信託受益権 55% |  | ② セルリアンタワーの信託受益権 5% |

- 2022年（令和4年）2月 - サイバーセキュリティのイエラエセキュリティ（現・GMOサイバーセキュリティbyイエラエ）の株式50.0％を取得[50][51]。

### GMOインターネットグループ
- 2022年（令和4年）9月1日 - GMOインターネットグループ株式会社（GMO-IG）に商号変更[52]。
- 2023年（令和5年）12月 - データ解析事業の日本学術サポート[注釈 2]（現・GMO学術サポート&テクノロジー）を買収[広報 11]。
- 2024年（令和6年）1月 - 世田谷ビジネススクエアの信託受益権35%を追加取得[53]。
- 2024年（令和6年）2月 - セキュリティベンチャーのFlatt Security（現・GMO Flatt Security）の株式66.6％を取得[54]。
- 2024年（令和6年）6月18日 - AIやロボットの活用支援の新会社として、GMO AI&ロボティクス商事を設立[55]。
- 2025年（令和7年）1月1日 - 持株会社体制に移行[56][57]。2代目GMOインターネット（旧GMOアドパートナーズ）がGMO-IGのインターネット関連事業と、GMOソリューションパートナーを吸収[58]。

- 2025年（令和7年）1月28日 - 連結子会社のGMOフィナンシャルHDが同年12月末で、タイの証券事業より撤退する旨を発表[59]。
- 2025年（令和7年）2月12日 - 連結子会社のGMOリサーチ&AIが、GMOタウンWiFiとの経営統合を発表[広報 12][広報 13]。

| ① 2025年4月1日、GMOリサーチ&AIが株式交換により、GMOタウンWiFiを完全子会社化。 ③ 初代GMOリサーチ&AIは、GMOプロダクトプラットフォームに商号変更（中間持株会社に移行）。 |  | ② 同年10月1日、GMOリサーチ&AIのネットリサーチ事業を、2代目GMOリサーチ&AIとして分社化。 |

- 2025年（令和7年）3月24日 - 同年3月31日をめどに、インターネットインフラ事業の海外子会社11社[注釈 3]の経営管理機能を、連結子会社の2代目GMOインターネットに移管すると発表[広報 14]。
- 2025年（令和7年）6月2日 - 同年10月1日をめどに、連結子会社のGMO TECHがネットメディアのデザインワン・ジャパンとの経営統合を発表[60][61]。

| ① GMO TECHとデザインワン・ジャパンの共同株式移転により、GMO TECHホールディングスを設立。 ③ GMO TECHホールディングスは、東証グロース市場に上場予定（テクニカル上場） |  | ② GMO TECHとデザインワン・ジャパンは共同株式移転に先立ち、2025年9月29日にそれぞれ上場廃止予定。 |

## 拠点
グループ本社
〒150-8512　東京都渋谷区桜丘町26番1号　セルリアンタワー4-14階
タワーが開業した2001年4月より本社を置いている。
GMO-IGの登記上の本店・本社所在地でもある。
グループ第2本社
〒150-0043　東京都渋谷区道玄坂1丁目2番3号　渋谷フクラス9-16階
セルリアンタワー開業後も、タワーに本社を移転しなかったグループ会社が渋谷駅周辺に点在しているという状況にあった。これを解決するため、渋谷再開発により誕生した「渋谷フクラス」をGMOグループの第2本社とすることで、前述のグループ会社の本社機能の集約を図った。
【移転会社】
- GMOコマース（2019年11月中旬）
- GMOペイメントゲートウェイ（2019年11月下旬）
- GMOアドパートナーズ（現・GMOインターネット、2019年12月上旬）
- GMOあおぞらネット銀行（2019年12月上旬）
- GMOフィナンシャルホールディングス（2019年12月下旬）

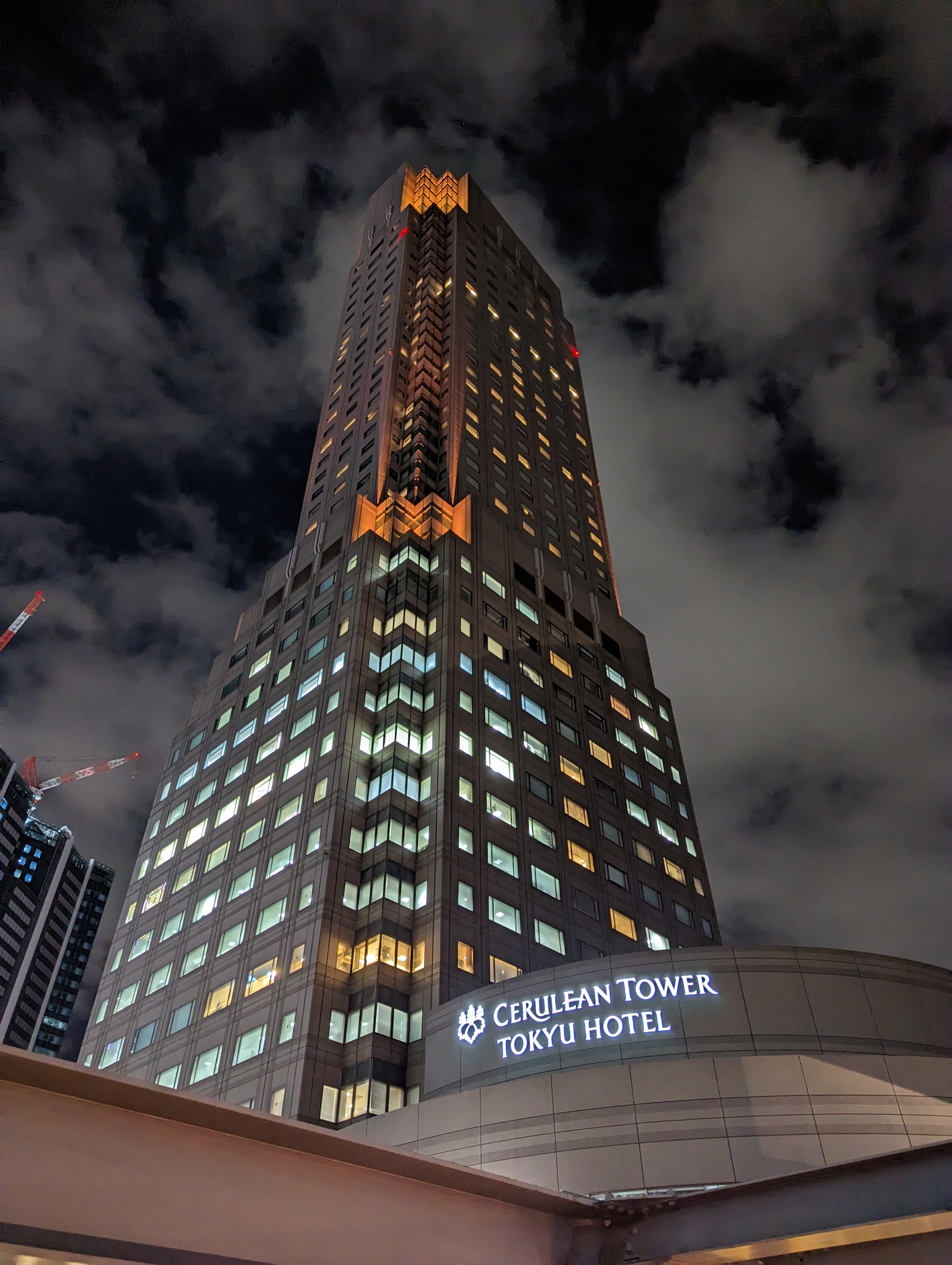
グループ本社の入居するセルリアンタワー
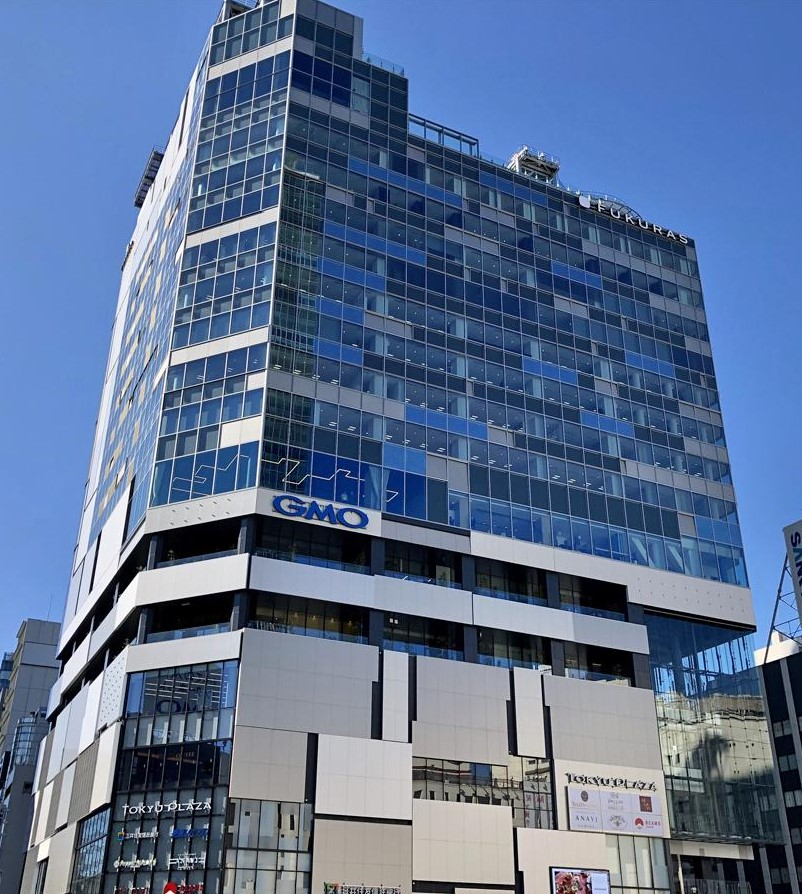
グループ第2本社の入居する渋谷フクラス

## 事業体制
参照：。太字：重要子会社

### GMOインターネット
- インターネットインフラ事業（ドメイン事業、クラウド・ホスティング事業、プロバイダー事業）
- インターネット広告・メディア事業

GMOアドホールディングス株式会社（GMO-IG 95.00％）- 持株会社
GMOインターネット株式会社【東証プライム・4784】（GMOアドHD 47.35%）- 総合インターネット事業
- GMO NIKKO株式会社（GMOインターネット 100.0%）- 総合デジタルマーケティング支援事業

| - GMOユナイトエックス株式会社（GMO NIKKO 100.0％）- インターネット広告等 - GMOプレイアド株式会社（GMO NIKKO 100.0%）- インターネット広告等 |  | - GMOパフォーマンス株式会社（GMO NIKKO 100.0%）- アフィリエイト広告の運用等 |

- GMO-Z.com Holdings (Thailand) Co., Ltd.（GMOインターネット 49.00%）- タイ法人の統括
  - GMO-Z.com NetDesign Holdings Co., Ltd.（Z.com HD Thailand 6.00%、GMOインターネット 49.00%）- 一部事業の統括
    - NetDesign Host Co., Ltd.（NetDesign HD 100.00%）- タイ法人
    - NetDesign Paragon Co., Ltd.（NetDesign HD 100.00%）- タイ法人

  - GMO-Z.com Cryptonomics (Thailand) Co., Ltd.（Z.com HD Thailand 51.00%、GMOインターネット 49.00%）- タイ法人

| - GMOインサイト株式会社（GMOインターネット 100.00%）- ネットメディア「michill(ミチル) byGMO」の運営等 - GMO-Z.COM LAO Co., Ltd.（GMOインターネット 51.00%）- ラオス法人 - GMO-Z.com RUNSYSTEM JSC（GMOインターネット 65.00%）- ベトナム法人 - GMOランシステム株式会社（Z.com RUNSYSTEM 100.00%）- オフショアリング |  | - GMOドリームウェーブ株式会社（GMOインターネット 39.62%）- 特例子会社 - GMO-Z.com ACE Co., Ltd.（GMOインターネット 49.00%）- ミャンマー法人 - GMO-Z.com Mongolia LLC（GMOインターネット 70.00%）- モンゴル法人 - GMO-Z.com Philippines, Inc.（GMOインターネット 99.90%）- フィリピン法人 |

### インターネットインフラ事業
- ドメイン事業：レジストリ事業（「.shop」「.tokyo」等）、レジストラ事業（「お名前.com」等）
- クラウド・ホスティング事業：共用サーバー、VPS、専用サーバー、クラウドの提供・運用・保守管理（「お名前.comレンタルサーバー」「Z.com Cloud」等）
- EC支援事業：ハンドメイドマーケット「minne」の運営、EC・O2O事業者向け支援サービスなど
- セキュリティ事業：電子証明書（「クイック認証SSL」等）の発行サービス、サイバーセキュリティサービス
- 決済事業：総合決済関連サービス、総合金融関連サービス（「即給 byGMO」等）
- アクセス事業：インターネット接続サービス（「GMOとくとくBB」等）

#### 上場会社
GMOペパボ株式会社【東証スタンダード・3633】（GMO-IG 57.60%）- ドメイン事業、クラウド・ホスティング事業、EC支援事業、AX事業
| - GMOクリエイターズネットワーク株式会社（GMOペパボ 76.60%）- フリーランス向け金融支援事業 |  | - 有限責任事業組合福岡市スタートアップ支援施設運営委員会（GMOペパボ 20.00%）- スタートアップ支援事業 |

GMOグローバルサイン・ホールディングス株式会社【東証プライム・3788】（GMO-IG 51.97％）- セキュリティ事業、クラウド・ホスティング事業、DX事業
- GMOグローバルサイン株式会社（GMOグローバルサインHD 100.00%）- 電子認証・印鑑

| - 株式会社トリトン（GMOグローバルサイン 100.00%）- 電子認証・印鑑事業 - GMO GlobalSign Ltd.（GMOグローバルサイン 100.00%）- 英国法人 - GlobalSign NV（GlobalSign Ltd 100.00%）- ベルギー法人 - GMO GlobalSign Certificate Services Pvt. Ltd.（GMOグローバルサイン 100.00%）- インド法人 |  | - GMO GlobalSign Pte. Ltd.（GMOグローバルサイン 100.00%）- シンガポール法人 - GlobalSign China Co., Ltd.（GS PL 90.00%）- 中国法人 - GMO GLOBALSIGN INC.（GS PL 99.90%）- フィリピン法人 - GMO GlobalSign, Inc.（GMOグローバルサイン 100.00%）- 米国法人 |

| - 株式会社DIX（GMOグローバルサインHD 100.0%）- クラウド・ホスティング事業 - GMOデジタルラボ株式会社（GMOグローバルサインHD 100.0%）- DX事業 - JCスクエアジャパン株式会社（GMOグローバルサインHD 100.0%）- DX事業 |  | - GMO GlobalSign FZ-LLC（GMOグローバルサインHD 100.0%）- UAE法人 - GMO GlobalSign Russia LLC（GMOグローバルサインHD 100.0%）- ロシア法人 |

GMOペイメントゲートウェイ株式会社【東証プライム・3769】（GMO-IG 40.72%）- 決済代行事業、金融関連事業、決済活性化事業
- GMOフィナンシャルゲート株式会社【東証プライム・4051】（GMO PG 56.80%）- 金融関連事業

| - GMOカードシステム株式会社（GMO FG 100.00％）- 決済代行業 |  | - GMOデータ株式会社（GMO FG 51.00%、三井住友カード 49.00%）- 決済代行業 |

| - GMOイプシロン株式会社（GMO PG 100.00%）- 決済代行等、金融関連事業 - GMOリザーブプラス株式会社- 医療予約システムの運営等 - GMO Global Payment Fund投資事業組合（GMO PG 24.93%）- 投資業 - GMO-Z.com PAYMENT GATEWAY Pte. Ltd.（GMO PG 100.00%）- シンガポール法人 - GMO-Z.com PAYMENT GATEWAY (THAILAND) Co., Ltd.（GMO PG 100.00%）- タイ法人 |  | - GMOペイメントサービス株式会社（GMO PG 100.00%）- 金融関連事業 - SMBC GMO PAYMENT株式会社（GMO PG 40.00%、三井住友カード 50.00%）- 決済代行業 - GMO-Z.com PAYMENT GATEWAY Hong Kong Ltd（GMO PG 100.00%）- 香港法人 - GMO-Z.com PAYMENT GATEWAY USA, Inc.（GMO PG 100.00%）- 米国法人 - GMO-Z.COM PAYMENT GATEWAY India Pvt. Ltd.（GMO PG 100.00%）- インド法人 |

#### 非上場会社
| - GMO教えてAI株式会社（GMO-IG 100.00%）- プロンプトポータルサイトの運営 - GMOタウンWiFi株式会社（GMO-IG 79.78%）- スマホ向けアプリの開発・運営 - GMOブランドセキュリティ株式会社（GMO-IG 100.00%）- コンサルティング事業等 - GMO-Z.coｍ BRAND SECURITY VIETNAM Co., Ltd.（GMO BS 100.00%）- ベトナム法人 - 株式会社GMO Flatt Security（GMO-IG 100.00%）- サイバーセキュリティ事業 |  | - GMOサイバーセキュリティ byイエラエ株式会社（JIC、LINEヤフー他との共同出資）- 法人向けセキュリティ事業 - GMOデジロック株式会社（GMO-IG 100.00%）- ドメイン事業、クラウド・ホスティング事業等 - GMOドメインレジストリ株式会社（GMO-IG 100.00%）- ドメイン事業 - GMOメイクショップ株式会社（GMO-IG 100.00%）- プラットフォーム事業、SI事業 |

### インターネット広告・メディア事業
- インターネット広告事業：リスティング広告、モバイル広告など総合インターネット広告サービス
- インターネットメディア事業：インターネットメディアの運営、自社メディアへの広告配信、SEMメディア事業（SEOの販売）
- インターネットリサーチ：インターネットリサーチシステムの提供、リサーチパネルの管理運営

#### 上場会社
GMO TECH株式会社【東証グロース・6026】（GMO-IG 54.00%）- AIを活用した総合インターネット事業
| - GMOReTech株式会社（GMO TECH 100.00%）- 不動産テック事業 |  | - GMO-Z.com TECH KR, Inc.（GMO TECH 100.00%）- 韓国法人 |

GMOメディア株式会社【東証グロース・6180】（GMO-IG 65.20%）- インターネットメディア事業、ソリューション事業
| - GMOビューティー株式会社（GMOメディア 50.10%）- 美容医療事業、クーポン事業 |  | - GMO趣味なび株式会社（GMOメディア 75.10％）- 教室・講師支援事業 |

GMOリサーチ&AI株式会社【東証グロース・3695】（GMO-IG 54.60%）- インターネットリサーチ事業
- GMO-Z.Com Research Pte. Ltd.（GMOリサーチ&AI 100.00）- シンガポール現地法人

| - GMO E-Lab Marketing Research (Shanghai) Co., Ltd.（GMO Singapore 60.00%）- 中国法人 - GMO Z Com Research Sdn. Bhd.（GMO Singapore 100.00%）- マレーシア法人 |  | - GMO-Z.Com Research Pvt. Ltd.（GMO Singapore 99.70%）- インド法人 |

- GMO-Z.COM RESEARCH USA, INC.（GMOリサーチ&AI 100.00%）- 米国法人

#### 非上場会社
- GMO ENGINE 株式会社 - 総合広告制作事業等

| - 株式会社 ONE STONE（GMO ENGINE 100.00%）- 広告制作等 |  | - 株式会社 PLATON（GMO ENGINE 100.00%）- 広告制作等 |

| - GMO OMAKASE株式会社（GMO-IG 100.00%）- 飲食店予約管理サービスの運営 - GMOコマース株式会社（GMO-IG 100.00%）- 店舗向けデジタルマーケティング支援 |  | - GMOコネクト株式会社（GMO-IG 100.00%）- 営業支援、採用支援、開発支援 - GMOコネクトHR株式会社（GMO-IG 100.00%）- 人材サービス業 |

### インターネット金融事業
- インターネット金融事業：オンライン証券取引、FX、CFDなどの運営
- 暗号資産交換事業：暗号資産の現物取引、レバレッジ取引の運営など
- 暗号資産マイニング事業：マイニングセンターの運営
- 暗号資産決済事業：ステーブルコイン「GYEN」「ZUSD」の提供

#### 上場会社
GMOフィナンシャルホールディングス株式会社【東証スタンダード・7177】（GMO-IG 65.73%）- 金融持株会社
| - GMOクリック証券株式会社（GMO FH 100.00%）- 証券・店頭FX取引等 - GMOコイン株式会社（GMO FH 100.00％）- 暗号資産関連業務 - GMOアダム株式会社（GMO FH 100.00％）- NFTマーケットプレイスの提供等 - GMOオフィスサポート（GMO FH 100.00%）- バーチャルオフィス関連業務 - GMO-Z.com Securities (Thailand) Public Co., Ltd.（GMO FH 99.90%）- タイ法人 |  | - GMO外貨株式会社（GMO FH 100.00%）- 店頭FX取引等 - GMOヘルステック株式会社（GMO FH 56.70％、GMO-IG 33.30%）- 医療プラットフォーム事業 - GMOヘルスケア株式会社（GMOヘルステック 100.00%）- 電子カルテ等の医療システムメーカー - GMO-Z.com Forex HK Ltd（GMO FH 100.0%）- 香港法人 - GMO-Z.com Financial System VN Co., Ltd.（GMO FH 100.00%）- ベトナム法人 |

#### 非上場会社
| - GMOあおぞらネット銀行株式会社（GMO-IG 25.00%、GMO FH 25.00%、あおぞら銀行 50.00%）- インターネット銀行 - GMOシステムトレード株式会社（GMO-IG 100.00%）- トレーディング事業 |  | - GMO-Z.com Delaware LLC（GMO-IG 100.00%）- 米国法人 - GMO-Z.com Trust Co., Ltd.（GMO-Z.com Dalaware 100.00%）- 米国法人 |

### インキュベーション事業
- ベンチャーキャピタル事業：インターネット関連事業を中心とした非上場企業への投資

| - GMO VenturePartners株式会社（GMO-IG 100.00%）- 国内外のIT系ベンチャー企業への投資など |  | - GMO AI&Web3株式会社（ドリコム他との共同出資）- AI・Web3に特化したハンズオン型コーポレートキャピタルの運用など |

### その他
| - GMO学術サポート&テクノロジー株式会社 - 研究機関の業務支援 - GMO AI＆ロボティクス商事株式会社 - AI・ロボットの総合商社 |  | - GMOグローバルスタジオ株式会社 - 各種イベントの企画・立案など - 株式会社ワイン屋さん - 酒類、食品の輸出入および販売 - GMOアセットマネジメント株式会社 - 不動産業 |

### かつて存在した会社
初代GMOインターネットに合併
| - GMOゲームポット株式会社 - シンクラウド株式会社 |  | - GMOゲームセンター株式会社 |

GMO NIKKOに合併
| - GMO NIKKO アドキャンプ株式会社 - 株式会社シフトワン |  | - GMOイノベーターズ株式会社 - GMOアドマーケティング株式会社 |

その他グループ会社との合併
| - GMOライブゲームス株式会社 - GMOコネクトに合併 - GMOクラウドWEST株式会社 - GMOグローバルサインHDに合併 - 株式会社ビュフォート - GMOペイメントゲートウェイに合併 - GMOソリューションパートナー - GMOアドパートナーズに合併 |  | - GMOペパボオーシー株式会社 - GMOペパボに合併 - GMOモビリティクラウド株式会社 - GMOグローバルサインHDに合併 - GMOシステムコンサルティング株式会社 - GMOメイクショップに合併 - 株式会社FXプライムbyGMO - GMOコインに合併 - GMOカーズ株式会社 - DIXに合併 |

売却
- GMO Games株式会社[33]

## 不祥事

### 広告の不当表示
参照：
2017年3月22日、消費者庁は初代GMOインターネットに対し、「GMOとくとくBB」の広告に不当表示があったとして、景品表示法に基づく措置命令を出した。同庁によると、初代GMOインターネットは「1ヶ月間限定のキャンペーンを謳い、『今なら最大6ヶ月無料』と自社ウェブサイトにて広告を行っていたが、実際は期間経過後も同キャンペーンを継続しており」、2015年9月1日から2016年2月25日までキャンペーンを行っていた。
これを受け、初代GMOインターネットは「広告作成・掲載に関する社内承認フローの見直し・厳格化」、「景品表示法についての研修を実施し、今後も継続して実施する」など「社内の管理体制を強化する」とした。